# Долхаска
Долхаска (рум. Dolhasca) — місто в повіті Сучава, Румунія, в історико-територіальному районі Буковина. Знаходиться в передгір'ї Карпат, на правому березі річки Серет, приблизно в 230 метрах над рівнем моря. У 2002 році у місті мешкало 11 093 особи, з яких 90% — румуни, а 10% цигани. Через місто проходить важлива залізнична лінія Бухарест-Сучава. Вперше місто згадується на початку XV століття. Поблизу Долхаски знаходиться монастир Пробота в якому поховано Петра IV Рареш, господаря Молдавського князівства.

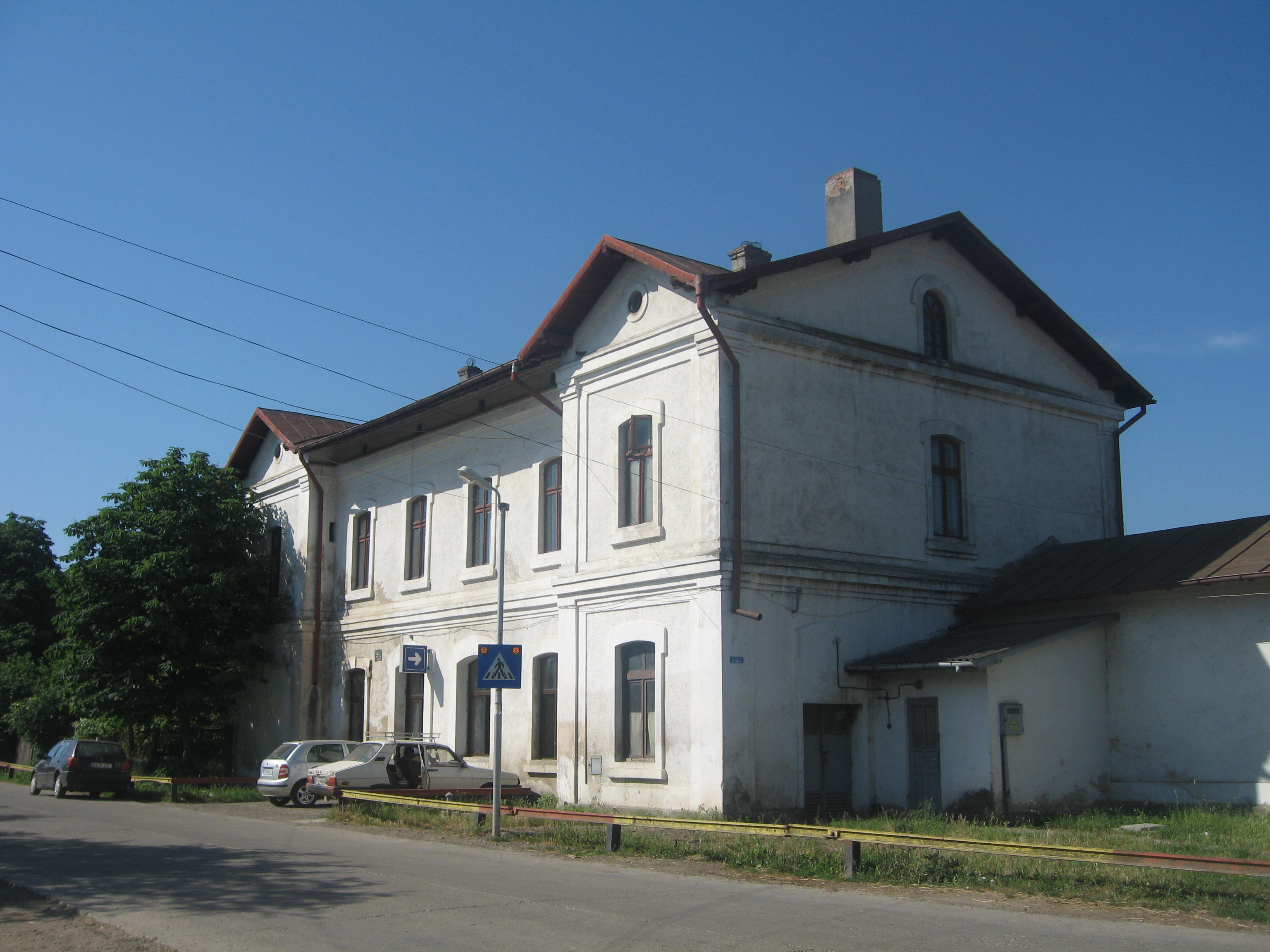
Старий вокзал міста
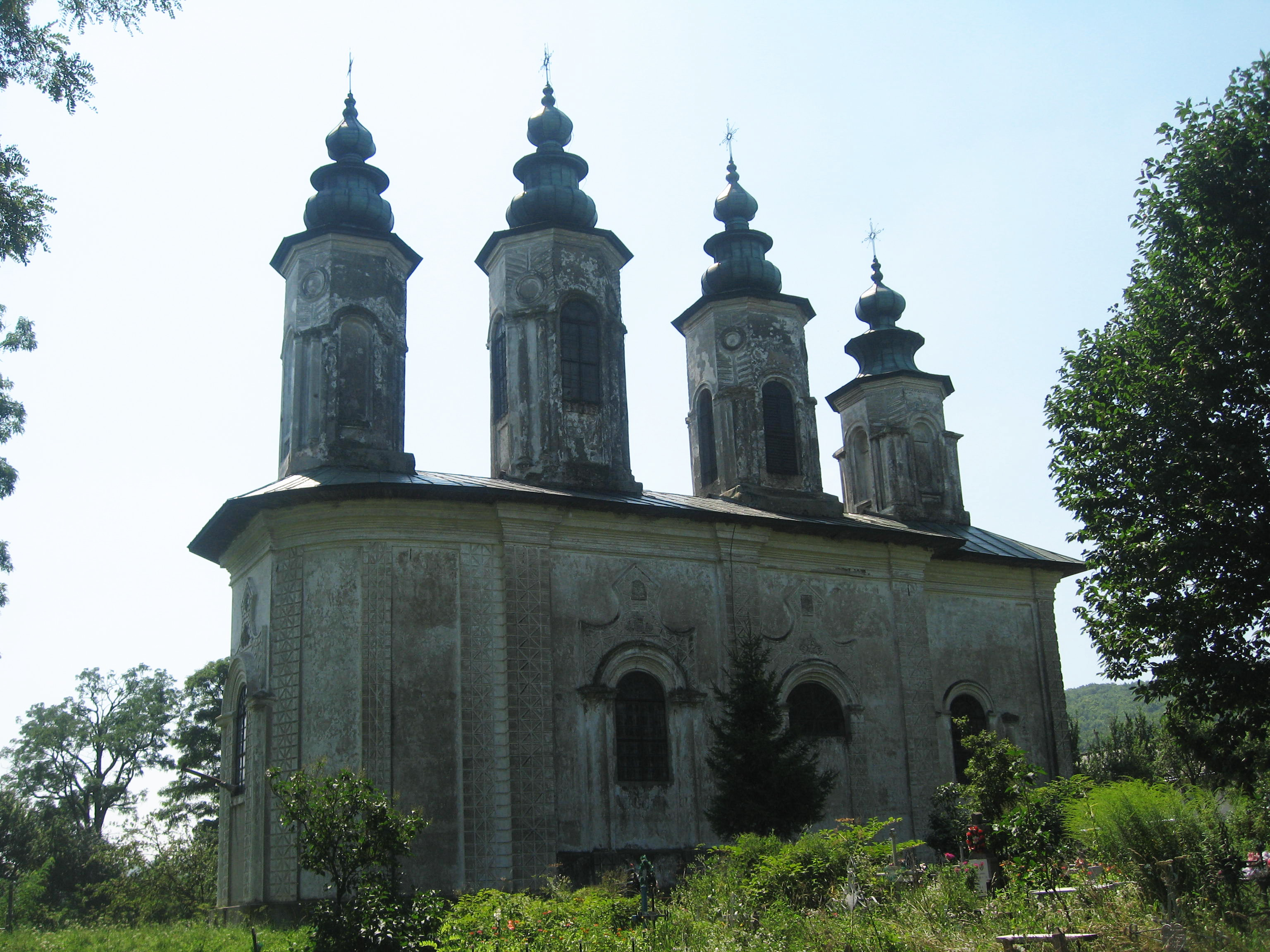
Цервка на околиці міста